# Утилита
Утили́та (англ. utility software) — вспомогательная компьютерная программа в составе общего программного обеспечения для выполнения специализированных типовых задач, связанных с работой оборудования и операционной системы (ОС).
Утилиты предоставляют доступ к возможностям (параметрам, настройкам, установкам), недоступным без их применения, либо делают процесс изменения некоторых параметров проще (автоматизируют его).
Утилиты могут входить в состав операционных систем, идти в комплекте со специализированным оборудованием или распространяться отдельно.
Интегрированные пакеты утилит - набор нескольких программных продуктов объединенных в единый удобный инструмент.

## Виды утилит по связи с ОС
По зависимости от операционной системы можно различать:
- Независимые утилиты, не требующие для своей работы операционной системы;
- Системные утилиты, входящие в поставку ОС и требующие её наличия;
- Оптимизатор диска для восстановления целостности файловой системы и дефрагментации.

## Примеры утилит по функциям
- Файловый менеджер
- Архиваторы (с возможным сжатием данных);
- Просмотрщики;
- Утилиты для диагностики аппаратного или программного обеспечения;
- Утилиты восстановления после сбоев;
- Оптимизатор диска — вид утилиты для оптимизации размещения файлов на дисковом накопителе, например, путём дефрагментации диска;
- Шредеры файлов;
- Деинсталлятор — программа для удаления программного обеспечения[3];
- Утилиты управления процессами.